# O Incrível Caso da Música Que Encolheu e Outras Histórias
O Incrível Caso da Música que Encolheu e Outras Histórias é o terceiro álbum de estúdio da banda brasileira Ultramen, lançado em 2002 e produzido por Daniel Ganjaman. O disco marca a estreia da banda na gravadora Sum Records e Alexandre Guri nas guitarras, substituindo Júlio Porto.
O álbum apresenta vários hits da banda como: "Santo Forte", "Alto e Distante Daqui", "De Canto e Sossegado", "Máquina do Tempo", "Grama Verde", "Coisa Boa" e "Erga Suas Mãos Então Nele".